# HD 224906
HD 224906，又名BD+41 4920，SAO 53580、HR 9086，是一颗恒星，视星等为6.25，位于銀經113.22，銀緯-19.56，其B1900.0坐标为赤經23h 56m 36.8s，赤緯+41° -19.56′ 37″。